# HMS Endymion (1865)
 (juillet 2023).
Si vous disposez d'ouvrages ou d'articles de référence ou si vous connaissez des sites web de qualité traitant du thème abordé ici, merci de compléter l'article en donnant les références utiles à sa vérifiabilité et en les liant à la section « Notes et références ».
Pour les autres navires du même nom, voir HMS Endymion.
Le HMS Endymion est une frégate à vapeur de la classe Ister (en) de la Royal Navy.

## Construction
L’Endymion est la dernière frégate en bois construite à Deptford Dockyard. Il est construit dans la cale libérée par le lancement du HMS Newcastle. Le 1er février 1862, la construction de l’Endymion est suspendue sur ordre de l'Amirauté puis elle décide l'achèvement. La construction reprend le 7 février 1864. Ses moteurs et chaudières sont transportés de Deptford à Sheerness en octobre 1865 à bord du HMS Dee et du HMS Monkey. Il est lancé le 18 novembre 1865 et remorqué par les bateaux à vapeur Locust, Monkey et Widgeon jusqu'à Woolwich, où ils attendent la marée avant que l’Endymion ne soit remorqué jusqu'à Sheerness pour être terminé. L’Endymion est lancé par Miss Ffrench, la fille du major Ffrench du 74th (Highland) Regiment of Foot. Une foule de 40 000 personnes est présente. En janvier 1866, L’Endymion est prêt à faire installer ses mâts inférieurs, après quoi son fond est cuivré.

## Histoire
L’Endymion est mis en service à Sheerness le 27 septembre 1866, sous le commandement du capitaine Charles Wake, qui avait précédemment commandé le HMS Bulldog. Des essais en mer sont entrepris les 19 et 20 octobre.
L’Endymion quitte Spithead pour la Méditerranée le 28 octobre, arrivant à Gibraltar le 10 novembre. Il navigue vers l'est, arrivant à La Valette, le 19 novembre. Il reste à Malte jusqu'au 27 décembre, il partit pour l'entraînement au tir, revenant le 29 décembre.
L’Endymion part le 2 janvier 1867 pour Beyrouth, s'approvisionnant auprès du HMS Racer. Il arrive à Alexandrie, en Égypte, le 20 janvier. L’Endymion arrive au large des côtes syriennes le 19 avril. Il revient à Malte le 29 juillet. Le 22 août, l'escadre méditerranéenne, comprenant les HMS Arethusa, HMS Caledonia, HMS Cruiser, HMS Endymion, HMS Prince Consort et HMS Royal Oak et sous le commandement de Lord Clarence Paget, quitte La Spezia, en Italie. L'escadre arrive à Bastia, de Villafranca Tirenna, Sicile le 9 septembre. Le 9 octobre, le HMS Cruiser est en difficulté dans un coup de vent au large d'Avenza. L’Arethusa et l’Endymion sont expédiés sous la vapeur à son aide. Pendant le sauvetage, l'un des canons de l’Endymion est délogé de ses supports et se retrouve dans un mess. Un marin est emporté par-dessus bord, mais est secouru. L’Arethusa remorque le Cruiser à Spezia. Le 29 octobre, il part de Malte pour Livourne pour récupérer un prince japonais de 16 ans, l'ordre est de naviguer immédiatement après son arrivée à Malte, une fois le ravitaillement en carburant et l'avitaillement effectués. Cela se fait au lieu de subir des réparations. Il revient à Malte le 7 novembre. L’Endymion part pour Marseille le 11 novembre avec le prince à bord. Pendant le voyage vers Marseille, ses moteurs tombent en panne, causant des dommages à la pompe à air, aux cylindres, aux pistons et au coffre du moteur. Il reçoit l'ordre de retourner à Malte pour des réparations, arrivant le 22 novembre.
Le 30 janvier 1868, l’Endymion est attrapé par un grain alors qu'il prend sa place dans le port de La Valette. Il entre en collision avec le cuirassé turc Mahmoudiah, emportant son beaupré puis entrant en collision avec le HMS Lord Warden, endommageant des bateaux et une échelle de coupée. L’Endymion semble en bon état. Le 18 mars, l’Arethusa et l’Endymion partent pour Naples, l’Endymion transporte le contre-amiral Kellett, qui part en congé pour récupérer. Le voyage consiste également à tester ses moteurs, dont la réparation avait pris quatre mois. Il revient à Malte le 4 avril. L’Endymion navigue le 26 mai pour Beyrouth, en compagnie du Lord Warden. Il revient par le Pirée en arrivant le 14 juin. Le 1er juillet, le HMS Caledonia et l’Endymion quittent Malte pour Corfou et Venise. Il part de Venise le 27 juillet pour Trieste. Il arrive à Malte le 18 septembre. Le 26 septembre, l’Endymion quitte Malte en compagnie des Chiltern, Newport et Scanderia, qui posent un nouveau câble sous-marin entre Malte et Alexandrie, qui est atteint le 6 octobre. Il navigue vers Brindisi pour récupérer Napier, arrivant le 15 novembre. L’Endymion est la première frégate britannique à entrer dans le port de Brindisi. Il navigue pour Alexandrie le 19 novembre, arrivant le 24 novembre. Il navigue vers Malte, arrivant le 6 décembre. Il est mis en cale sèche pour permettre le nettoyage.
L’Endymion quitte la cale sèche le 7 janvier 1869. Le navire quitte Malte 27 janvier en compagnie du HMS Wizard à destination de Gibraltar en mars. Il part le 22 mars pour Málaga, où il arrive le 3 avril. Il reçoit l'ordre de naviguer vers l'Angleterre pour rejoindre l'escadre mobile. L’Endymion navigue de Spithead à Lisbonne, arrivant le 1er mai. Le 21 mai 1869, Edward Lacy prend le commandement de l’Endymion. Il navigue le 10 juin pour Plymouth Sound. L’Endymion rejoint une escadre mobile qui doit faire le tour du monde. Les autres navires sont les HMS Bristol, HMS Liffey, HMS Liverpool et HMS Scylla. Le HMS Barossa doit rejoindre l'escadre à Bahia, au Brésil, une fois ses réparations terminées. Le Scylla est le plus rapide, l’Endymion le plus lent des six navires. Le Barossa rattrape l'escadre au moment où Madère est atteint le 1er juillet. L'escadre part pour Bahia le lendemain. Le 9 juillet, une course à la voile a lieu entre les six navires. L’Endymion est le sixième et dernier, derrière le Barossa, qui avait 4,54 km d'avance. L'escadre part de Bahia le 4 août, sans le Bristol, qui repart à Plymouth. L'escadre va vers Rio de Janeiro, en Argentine, en partant le 26 juillet pour Montevideo, en Uruguay, où l'escadre arrive le 6 août. Au cours du voyage de Rio de Janeiro, un cas mortel de fièvre jaune est signalé à bord de l'un des navires. L'escadre part le 11 septembre pour Le Cap, où elle arrive le 4 octobre. Le Bristol rejoint l'escadre là-bas. L'escadre quitte Le Cap le 16 octobre à destination de Melbourne. Le 9 novembre, l'escadre est prise dans une tempête et dispersée, tous les navires subissent des dommages à leur gréement et à leurs voiles. L'escadre atteint Melbourne le 26 novembre, mouillant à l'embouchure du Yarra à Williamstwon. Les citoyens de Melbourne accueillent l'escadre avec enthousiasme. Elle navigue pour Sydney le 7 décembre, arrivant le 12 décembre. Le 29 décembre, l'escadron navigue pour Hobart, Tasmanie.
Le 2 janvier 1870, l'escadre mobile arrive à Hobart. Elle navigue le 10 janvier pour la Nouvelle-Zélande. L'arrivée à Auckland a lieu le 2 février, l'escadron partant six jours plus tard pour le Japon. Le 6 avril, l'escadre arrive à Yokohama, partant le 14 avril pour Yedo et retournant à Yokohama le 17 avril et naviguant à nouveau le 19 avril. Sa destination est Vancouver, au Canada, qui est atteint en mai, partant le 28 mai pour Valparaiso, Chili, par Honolulu, Hawaï, en partant de là le 22 juin. L'escadre arrive à Valparaiso le 14 août. À ce stade, elle comprend les Charybdis, Endymion, Liffey Liverpool et Pearl. L'escadre navigue le 28 août et contourne le cap Horn le 13 septembre. La circumnavigation s'achève le 21 septembre. Le 2 octobre, l'un des garçons servant sur l’Endymion tombe par-dessus bord. Il n'est pas un nageur et le sous-lieutenant Jones plonge à son secours, le garçon est indemne. L'escadre arrive à Bahia le 6 octobre, repartant trois jours plus tard. Une escale prévue à Fayal, aux Açores, est abandonnée en raison de conditions météorologiques défavorables. L'escadre arrive à Plymouth le 15 novembre. L’Endymion arrive à Spithead le 17 novembre 1870. Il reçoit alors l'ordre de démâter et de désarmer, ses mâts inférieurs et son gréement sont conservés, et il est désarmé le 30 novembre, en vue d'une remise en service rapide.
L’Endymion quitte Portsmouth à la vapeur le 6 février 1871 pour des essais au large de Spithead, retournant au port ce jour-là. Le 24 avril 1872, Edward Madden prend le commandement de l’Endymion, qui sert de navire-école pour les cadets. Le 28 mai, le personnel en congé de l’Endymion est rappelé, car le navire avait reçu l'ordre de partir immédiatement. Il fait une courte croisière dans la Manche et revient à Spithead le 3 juin. Il navigue ensuite pour Gibraltar, faisant escale à Plymouth le 19 juin pour débarquer un marin qui était tombé du gréement. Il est à Lisbonne le 12 août, puis à Gibraltar le 24 août vers l'ouest.
Il navigue jusqu'à Vigo, en Espagne, où il rejoint l'escadre méditerranéenne, comprenant les HMS Aurora, HMS Invincible, HMS Lord Warden, HMS Pallas, HMS Research et HMS Swiftsure. L'escadre arrive à Gibraltar le 2 octobre. L’Endymion part le 9 octobre et se dirige vers l'ouest. Il part de Plymouth, le 27 octobre pour Portsmouth, arrivant le 1er novembre. Il subit une réparation. Des mâts avant et principaux de remplacement sont installés. Ils proviennent du HMS Mersey et sont plus lourds que ceux précédemment installés sur l’Endymion, suscitant des doutes sur sa stabilité.
Le 11 mai 1872, l’Endymion est inspecté à Portsmouth par l'amiral George Mundy avant de partir pour Portland ce soir-là. Il est décrit comme étant armé de 22 fusils. Il part pour Gibraltar, où il arrive le 30 juin. Il part le 6 juillet pour rejoindre l'escadron méditerranéen. Le 12 juillet, l’Endymion jette l'ancre dans le Tage à Lisbonne. Il retourne à Gibraltar, restant derrière lorsque l'escadre navigue, car une cour martiale doit se tenir à bord. L'ingénieur du HMS Hart est condamné à être renvoyé du navire avec la perte d'un an d'ancienneté et une sévère réprimande. Après la conclusion de la cour martiale, l’Endymion rejoint l'escadron à Vigo, en Espagne, le 14 août. L'escadre part le 21 septembre, pour une croisière autour de la Méditerranée, avec une destination éventuelle de Malte. Il arrive au large de Lisbonne le 24 septembre, l’Endymion quitte l'escadre à Gibraltar, naviguant le 7 octobre pour l'Angleterre en compagnie de l’Aurora. Il remorque la barque française Lutin à Gibraltar ce jour-là. La barque avait été en collision avec le bateau à vapeur italien La Pampa au large de Punta de Europa et était devenue gorgée d'eau. L’Endymion transporte John Hay Drummond Hay et l'emmène à Tanger, au Maroc, partant immédiatement après son débarquement. Il fait escale à Lisbonne, arrivant le 15 octobre et repartant le lendemain. Il arrive à Portsmouth le 31 octobre. L’Endymion subit un radoub. De nouveaux mâts sont installés, qui sont amenés à Portsmouth à bord du HMS Valorous.
Le 19 janvier 1873, l’Endymion subit des essais dans la Manche lorsqu'il est pris dans une tempête. Une jauge est perdu par-dessus bord et il perdu son foc et deux bateaux. Son nouveau mât de misaine est endommagé. Après des réparations à Portsmouth, il navigue le 22 janvier pour Vigo.
L’Endymion quitte Vigo le 6 février en compagnie des HMS Aurora, HMS Doris et HMS Topaze. Il va à destination de la Barbade. Il va à la Martinique tandis que le reste de l'escadre navigue vers Saint Vincent. L'escadre se regroupe en Guadeloupe le 3 avril, puis navigue vers la Martinique, arrivant à Saint-Pierre le 5 avril. L'escadre navigue vers Port Royal, en Jamaïque, où elle arrive le 14 mai. L'escadre navigue vers Gibraltar, où il arrive à la fin du mois d'août. Le 18 septembre, Henry Hickley prend le commandement de l’Endymion. En septembre, l’Endymion est l'un des nombreux navires à avoir l'ordre d'aller à Valence, en Espagne, où il y avait une insurrection. Les cuirassés appartenant au canton de Murcie sont équipés de condamnés. Des questions se posent pour savoir si cela les privait ou non de toute protection en vertu des lois de la guerre. Il se trouve au large de Barcelone à la fin octobre, partant le 27 octobre et arrivant à Valence le 5 novembre. l’Endymion arrive à Gibraltar le 2 décembre. Il part le 13 décembre pour Málaga, en Espagne, où il doit relever le Doris.
L’Endymion part le 5 janvier 1874 pour Malte, faisant escale à Portmán, en Espagne, le 12 janvier. Il arrive à Malte le 15 février. Il quitte Malte le 8 mars pour Corfou, dans le cadre de l'escadre méditerranéenne. Les autres navires sont les HMS Doris, HMS Immortalité, HMS Narcissus et HMS Topaze. Le 10 mai, l’Endymion et le Narcissus s'échouent tous deux dans la baie de Palerme, le Narcissus perdant 27 pieds (8 m) de sa fausse quille et se trouant à deux endroits. Les deux navires font escale à Cagliari, en Sardaigne. Le contre-amiral Randolph, responsable de l'escadre, est traduit en cour martiale à bord du HMS Royal Adelaide à Devonport. Il est acquitté à l'unanimité. L'escadre arrive à Port Mahon, en Espagne, le 1er juin. Le Doris reçoit l'ordre de quitter l'escadre et de se rendre à Gibraltar à la vapeur. L’Endymion reçoit l'ordre de se rendre à Devonport, il part le 13 juin, arrivant à Plymouth le 4 juillet. Après une garde au large de l'île de Wight, où la reine Victoria séjourne à Osborne House, il arrive à la Medway le 23 juillet pour un radoub. L’Endymion est envoyé au Humber pour des fonctions de garde-côtes.
Le HMS Iron Duke le remplace dans les fonctions de navire de garde. Les deux navires naviguent en compagnie de Devonport le 30 juillet pour Portland.
L’Endymion retourne à Chatham en août 1875 pour son radoub annuel. Son équipage est transféré sur le HMS Iron Duke. En septembre, il est remorqué de Sheerness à Devonport par les remorqueurs Camel et Grinder, ses chaudières ayant été condamnées comme impropres au service. Il était prévu que l’Endymion soit stationné à Harwich, Essex, où il devait remplacer le HMS Penelope en tant que navire amiral de l'amiral surintendant de la Réserve navale. Ce plan est annulé en raison de la perte du HMS Vanguard. L’Endymion quitte Devonport le 4 novembre pour Hull, où il doit assumer des fonctions de garde-côtes. Comme ses chaudières ne sont pas réparées, il part à la voile.
Le 7 mars 1876, un incendie se déclare dans le chantier naval de Humphrys & Pearson Ltd, chantier naval, situé dans le Victoria Dock. Une série d'ateliers est détruite et le navire Sylph, alors en construction, est gravement endommagé. Son gréement et bâbord sont brûlés. Les Royal Marines de l’Endymion et du HMS Pheasant participent aux opérations de lutte contre les incendies. Le jour de l'Ascension, un salut est tiré par l’Endymion en l'honneur de la reine. Cela fait tomber deux fenêtres d'un bâtiment à Scale Lane, Hull, blessant deux passants. Le 14 août, un incendie se déclare dans un parc à bois à Hull. Des membres d'équipage des Dauntless, Endymion et Mermaid aident à combattre l'incendie. Neuf jours plus tard, des membres d'équipage prêtent assistance lors d'un autre incendie dans un parc à bois à Drypool. John Moresby prend le commandement de l’Endymion le 29 septembre 1876.
En 1877, il stationne dans le Humber. Le 9 septembre, un incendie se déclare dans la boutique d'un marchand de poisson à Church Lane, Hull. Des hommes de l’Endymion aident à combattre l'incendie. Peu de temps après l'extinction de l'incendie, on découvre que l'église de la Sainte-Trinité est en feu, probablment des étincelles de l'incendie de la poissonnerie sont à l'origine de cet incendie, il est éteint sans faire de dégâts majeurs.
Le 6 mars 1878, Henry Woollcombe prend le commandement de l’Endymion à cause de la mort du contre-amiral William Charles Chamberlain, surintendant à Devonport. Le capitaine Leveson Somerset, commandant aux Bermudes, est promu au poste vacant. Moresby est promu au poste des Bermudes et Woollcombe est promu pour le remplacer en tant que capitaine de l’Endymion. Le 12 avril, un incendie s'est déclaré dans les magasins du Market Place, à Hull. Quarante marines de la frégate aident à combattre l'incendie. Ils apportent une pompe à main mais ne peuvent l'utiliser en raison de l'incompatibilité du tuyau et de la bouche d'incendie, étant de tailles différentes.
L’Endymion quitte Hull en remorque le 6 juillet 1879. Il arrive à Chatham le 10 juillet pour être remplacée sur le Humber par le HMS Audacious, avec son équipage transféré sur ce navire, y compris le capitaine Woollacombe. L’Endymion est placé dans la quatrième division de la Medway Steam Reserve et mis hors service le 31 juillet.
En juin 1881, les Lords de l'Amirauté acceptèrent de prêter le HMS Atlas et Endymion au Metropolitan Asylums Board avec une pinasse à vapeur, en raison d'une épidémie de variole à Londres. L’Endymion doit servir de navire administratif. Il est remorqué de Chatham le 25 juin et remorqué à Greenwich, Kent le 29 juin. Il change de mission et sera navire-hôpital pour les patients infectés par la variole. L’Atlas est acquis par le conseil d'administration le 4 juin et l’Endymion le lendemain. Les plans de conversion sont élaborés par MM. A & C Hartson, les architectes du conseil. Une passerelle relie les deux navires. La conversion des Atlas et Endymion coûtent 11 000 £. L’Endymion fournit un logement au personnel servant sur les navires, ainsi qu'une cuisine et une buanderie. Il assure le chauffage des navires, ainsi que la lessive et la réparation des vêtements du patient à bord.
L'emplacement des navires suscite une objection de la part du constructeur naval, Rennie, car certains de leurs employés refusent de travailler près de la rive où l’Atlas est amarré. Il est également nécessaire de déplacer les Atlas et Endymion chaque fois que Rennie lance un navire. En 1882, la Thames Conservancy écrit au Metropolitan Asylums Board pour les exhorter à déplacer les Atlas et Endymion de Greenwich. La Thames Conservancy demande au conseil de payer une importante réclamation pour les dépenses engagées par Rennie. Lors d'une réunion du conseil d'administration, on suggère que s'il était déplacé, l’Atlas doit être utilisé pour les patients convalescents. Le conseil décide d'attendre le rapport d'une commission royale sur les hôpitaux pour maladies infectieuses avant de décider de déplacer ou non les navires. Les derniers patients atteints de variole quittent l’Atlas en août 1882. Le Metropolitan Asylums Board décide que les navires fournissaient une installation utile et qu'ils seraient conservés ;  en 1883, ils sont déplacés en aval jusqu'à Long Reach, près de Dartford.
En 1884, Atlas et Endymion sont rejoints par un troisième navire-hôpital, l'ancien bateau à aubes transmanche PS Castalia. En février 1885, une réunion du Metropolitan Asylums Board est informée que l'Amirauté avait déclaré que si le conseil souhaitait continuer à utiliser les Atlas et Endymion, il devrait les acheter au prix de 8 400 £ et 6 500 £ respectivement. Le conseil répond qu'il achèterait les navires, mais demande que le coût soit réduit. En juin, le conseil est autorisé à acheter les deux navires. Le 2 janvier 1902, un incendie se déclare à bord de l’Endymion. Les pompiers métropolitains et le bateau-pompe Alpha sont présents. L’Endymion sert dans ce rôle jusqu'en 1904, lorsque le nouvel hôpital Joyce Green ouvre ses portes à Dartford, Kent.
L’Endymion est vendu aux enchères au Bull Hotel en décembre 1904 pour être cassé à 3 200 £. Avec Atlas et Castaliâ, un total de 8 045 £ est réalisé. Les navires doivent être enlevés dans les deux mois ou une location de 25 £ par semaine serait alors exigée.